# 西野精治
西野 精治（にしの せいじ、1955年 - ）は、米国スタンフォード大学医学部精神科教授、スタンフォード睡眠・生体リズム研究所所長、医学博士。日本睡眠学会睡眠医療認定医、Journal Sleep 編集委員、日本睡眠学会学会誌「Biological Rhythms and Sleep」編集委員、株式会社ブレインスリープ 創業者。

## 経歴
- 1955年 - 大阪府河内長野市出身。実家は河内長野駅の前で布団店を営んでいた。
- 大阪教育大学附属高等学校天王寺校舎卒業[5]。
- 1982年 - 大阪医科大学医学部を卒業。2年間、大阪府堺市の杏和会阪南病院で研修医を務める[6]。
- 1987年 - 大阪医科大学大学院医学研究科4年に在学中、スタンフォード大学医学部精神科睡眠研究所に留学[7]。
- 2005年 - スタンフォード睡眠・生体リズム研究所[8]の所長に就任。
- 2007年 - スタンフォード大学医学部精神科教授。
- 2016年4月 - 一般社団法人良質睡眠研究機構(institute of Sound Sleep Science:iSSS アイトリプルエス)を設立し、代表理事に就任[9]。
- 2019年5月 - 株式会社ブレインスリープを設立[10]。「最高の睡眠で、最幸の人生を。」をスローガンに、より良い睡眠で、日本人の健康寿命を延ばし、より豊かな社会をもたらすことを目指している[11]。

## 研究活動
- スタンフォード睡眠・生体リズム研究所は、1) 概日リズムなどの生物リズムや、睡眠・覚醒調節にかかわるメカニズムを、分子・遺伝子レベルから、個体レベルまでの幅広い視点から解明する、2) 動物モデルを用いてヒトの睡眠や生体リズムの疾患の病因、病態生理の解明する、3) 睡眠障害や概日リズム異常を治療するための医薬品の開発のサポート、4) 新しい睡眠センシングや解析装置の開発等をおこなう、統合的かつ学際的な研究を行うための研究機関である。「睡眠の謎を解き明かして社会に還元する」を命題とし、多くのアスリートから支持されている「エアウィーブ」の開発にも関わった[12]。
- 日本からの、医師、研究者の留学が多く、睡眠・生体リズム研究のOB・OGは50名を越し、現在日本の睡眠医療、睡眠研究の中核的な役割を担っている。
- 日本国内では、大阪医科大学客員講師、東京都精神医学総合研究所客員研究員、徳島大学医学部客員教授，昭和大学歯学部客員教授、愛知医科大学客員教授等を併任し、学閥を超え日本人研究者の育成を図っている。
- 原著論文 170編以上、総説等 120編以上発表[13]している。
- 1987年、早石修ERATOの睡眠プロジェクトによりスタンフォード大学睡眠センターで慢性の原発性過眠症であるナルコレプシーの病態生理・病因の解明の研究に主として携わっており、1999年、家族性イヌナルコレプシーでその原因遺伝子(ハイポクレチン/オレキシン)を発見した。[14]、なお同時期に独立してテキサス大学の柳沢正史のグループも同じ物質を発見しており[15]、スタンフォード大学ではハイポレクチン、テキサス大学ではオレキシンと名付けた。2000年、ヒトでのナルコレプシー (narcolepsy) の主たる病態生理の発見の中心的役割を果たしている[16][17]。
- 2016年4月に設立し、自身が代表理事を務める一般社団法人良質睡眠研究機構(institute of Sound Sleep Science:iSSS アイトリプルエス)では、国内外の研究者と共同でセンサー技術・データ解析技術を用いた睡眠障害の可視化のための実証研究と、睡眠負債解消のための技術・サービス実用化についての研究開発を進めている。また、睡眠事業に関わる企業・団体に対する助言・指導等や、睡眠科学に携わる人材の育成・支援活動も行っている。
- 2022年、NOBシフトワーク研究会を設立し会長を務める。生体リズムに関する科学的な知識をもとに、シフト勤務や時差ボケの管理のあり方について、多角的な視点で議論し方策を見つけていくため活動している[18]。

## 監修
- 2019年11月、睡眠に関する正しい情報を多角的に発信するために、自身が監修を務める情報メディア「SleepediA」を開設。（YouTubeチャンネル「最高の睡眠をgiftするスリーペディア」も監修している）
- 2020年5月、自身が監修したプロダクトも取り扱っている睡眠特化のオンラインショップ「zzzLand」をオープン。
- 2021年5月、自身が監修した睡眠プロダクトのみを厳選してまとめた公式ブランドサイト「ブレインスリープ（BrainSleep）」をオープン。

## 著書
- 2017年3月 - 日本語による初の著書である睡眠啓蒙本『スタンフォード式 最高の睡眠』を出版（ISBN 9784763136015）
  - 各種売上ランキングで1位を獲得するベストセラーとなり後に漫画版も出版された（ISBN 9784763137111）[19]。この本から生まれ2017年の流行語トップ10にも入った「睡眠負債」[20]や「黄金の90分」といったキーワードが大きな関心を集め、テレビ・雑誌等のメディアにおいても多数取り上げられる。
  - また本書は海外（韓国、台湾、中国、タイ、トルコ、ブラジル、ベトナム、スペイン、ロシア）でも各国の言葉に変換され、日本語を含む10ヶ国語の言語で展開している。
- 2019年1月 - 『スタンフォード大学教授が教える 熟睡の習慣』をPHP研究所より出版[21]（ISBN 9784569842066）
- 2020年9月 - 『スタンフォード式 お金と人材が集まる仕事術』を文藝春秋より出版[22]。（ISBN 9784166612802）
- 2020年3月 - 『睡眠障害　現代の国民病を科学の力で克服する』をKADOKAWAより出版[23]。（ISBN 9784040822464）
- 2020年12月 - 『7日間で手に入れる スタンフォード式ぐっすり睡眠』を電子書籍のほか、POD（プリント・オン・デマンド）書籍で販売[24]。（ISBN 9784814922451）
- 2021年3月 - 『眠れなくなるほど面白い 睡眠の話』を日本文芸社より出版[25]。（ISBN 9784537218749）

## 論文など
- 西野 精治「イヌ・ナルコレプシ-におけるカタプレキシ---ノルアドレナリン,コリン作動性機構の役割」『神経研究の進歩』第34巻第3号、1990年、461-473頁、doi:10.11501/3418731、NAID 40001885853。国立国会図書館書誌ID:000000011970

- 西野 精治, 吉田 祥「ナルコレプシーとオレキシン/ヒポクレチン (特集 概日リズムの分子精神医学)」『分子精神医学』第1巻第5号、2001年、485-494頁、NAID 40005383182。国立国会図書館書誌ID:5955579

- 西野 精治「ナルコレプシー遺伝子の発見 (特別企画 脳とこころ)」『こころの科学』第100号、2001年、136-143頁、NAID 40004583164。国立国会図書館書誌ID:5950544

- 西野 精治, 宋 裕姫「米国の睡眠障害に対する国家的な取り組みとその効果」『日本医事新報社』第4361号、2007年、NAID 40015699515。国立国会図書館書誌ID:9261997

- 西野 精治, 宋 裕姫「米国における睡眠障害による社会損失を減らすための国家的な試みとその効果」『産業医大誌』第30巻第3号、2008年、329-352頁、doi:10.7888/juoeh.30.329、NAID 40004583164。国立国会図書館書誌ID:9649359

- 西野 精治, 小鳥居 望, 小鳥居 今日子「眠気を測定するということの意味--MSLTの保険適応に際して」『臨床精神医学 = Japanese journal of clinical psychiatry』第37巻第10号、2008年、1347-1358頁、NAID 40016309290。国立国会図書館書誌ID:9695608

- 西野 精治, 小鳥居 望「アメリカにおける睡眠学の現状 (特集 睡眠学の発展を目指して)」『睡眠医療』第4巻第2号、2010年、281-287頁、NAID 40017294479。国立国会図書館書誌ID:000008586924

- 西野 精治, 小鳥居 望, 姉川 絵美子「専門医への紹介が強く勧められるケース 過眠症患者の基本的診察法 (特集 睡眠障害を訴える患者へのアプローチ)」『産業医大誌診断と治療 = Diagnosis and treatment』第99巻第8号、2011年、1325-1333頁、NAID 40018952455。国立国会図書館書誌ID:11206408

- 西野 精治,長田 康孝「睡眠と免疫機構 (特集 緊急"新型コロナウイルス感染症(COVID-19)対策")Sleep and immune system」『Anti-aging medicine / 日本抗加齢医学会 [編]』第16巻第3号、2020年、306-311頁、NAID 40022309711。国立国会図書館書誌ID:030565297

- 西野 精治「翌日のパフォーマンスが変わる スタンフォード式快眠術 (脱・ストレス : 不安加速社会への4つの処方箋) -- (「睡眠」を見直す)」『週刊東洋経済』第6973号、2021年、46-47頁、NAID 40022484347。国立国会図書館書誌ID:031287136

- 西野 精治「私の睡眠研究とスタンフォード大学」『日本臨床薬理学会学術総会抄録集』2021年、doi:10.50993/jsptsuppl.42.0_3-SL2、NAID 130008131051。

## 出演

### テレビ
- 中居正広の金曜日のスマイルたちへ - TBS[26]
- NHKスペシャル「睡眠負債が危ない」 - NHK[27]
- ガッテン! - NHK[28]
- 世界一受けたい授業 - 日本テレビ[29]
- 林修の今でしょ!講座 - テレビ東京[30]
- 主治医が見つかる診療所 - テレビ東京[31]
- ビーバップ!ハイヒール - 朝日放送[32]
- おはよう朝日です - 朝日放送[33]
- とくダネ! - フジテレビ[34]
- なないろ日和! - テレビ東京[35]

## 受賞歴
- 1997年、デビッド　アーマー　アワード　(イスラエル睡眠学会)
- 1998年、アメリカ国立衛生研究所、科学研究者育成　アワード
- 2003年、ナルコレプシー　ネットワーク　科学者賞　(米国)